# Cień radiowy
Cień radiowy (ang. shadowing) – zjawisko występujące podczas propagacji fal radiowych, np. w sieciach radiokomunikacyjnych. Polega na stracie mocy sygnału wskutek rozprzestrzeniania wieloma drogami. Gdy pomiędzy nadajnikiem a odbiornikiem fal radiowych pojawia się przeszkoda (np. budynek, drzewo), wówczas fala elektromagnetyczna ulega odbiciom i ugięciom. W efekcie sygnał dociera do odbiornika po różnych drogach i z różnym opóźnieniem. Z uwagi na interferencję poszczególnych ścieżek sygnału, w przestrzeni pojawiają się miejsca, gdzie sygnał ten zanika i jest nie do odebrania. Obszary takiego zaniku to obszary cienia radiowego.
W przypadku stacji ruchomej zjawisko to określane jest także mianem zaników powolnych, ponieważ stacja ruchoma potrzebuje relatywnie dużo czasu by wyjść z „cienia”.